# Tim Merlier
Pour les articles homonymes, voir Merlier.
Tim Merlier (né le 30 octobre 1992 à Wortegem-Petegem) est un coureur cycliste belge. Il pratique le cyclisme sur route mais aussi le cyclo cross. Double champion de Belgique en 2019 et 2022, il est également champion d'Europe en 2024 et vainqueur de sept étapes de grands tours.

## Biographie
Spécialiste du cyclo-cross, il obtient son premier succès sur route lors du Grand Prix de Zottegem en 2016.
Il rejoint au cours de la saison 2018 l'équipe Pauwels Sauzen-Vastgoedservice, en compagnie de son frère Braam. Il lève les bras à deux reprises sur le Tour du Danemark.

### Corendon-Circus (2019): champion de Belgique
En juin 2019, à la veille du Tour de Belgique, il signe un contrat avec l'équipe continentale professionnelle Corendon-Circus. Dix jours plus tard, il devient champion de Belgique sur route au sprint devant Timothy Dupont et Wout van Aert. Il remporte les deux premières étapes du Tour Alsace au cours de l'été et s'empare du maillot de leader de la course française mais doit l'abandonner au soir de la troisième étape. Il termine toutefois cette course victorieusement et s'adjuge le classement par points ainsi que la dernière étape de cette épreuve à l'issue d'un sprint ou il devance František Sisr et le coureur britannique Tom Pidcock.

### Alpecin (2020-2022)

#### 2020
En 2020, il se classe deuxième de la course À travers le Hageland remportée par Jonas Rickaert, puis gagne la Brussels Cycling Classic au sprint quelques jours plus tard. Lors de Tirreno-Adriatico, il remporte la 6e étape devant Pascal Ackermann. Il s'agit de son premier succès sur le circuit UCI World Tour.

#### 2021: une étape au Tour d'Italie et au Tour de France
Lors de la saison 2021, il confirme en remportant en première partie de saison trois semi-classiques belges, à savoir Le Samyn, le Grand Prix Jean-Pierre Monseré et la Bredene Koksijde Classic. Fin mars, il se classe troisième d'À travers les Flandres, son premier podium sur une classique World Tour. En mai, pour son premier grand tour, le Tour d'Italie, il remporte la 2e étape, mais ne prend pas le départ de la onzième étape, gêné par des problèmes gastriques et un état de fatigue prononcé. Moins d'une semaine après son abandon, il remporte le Tour du Limbourg. Il découvre ensuite le Tour de France, où il remporte la troisième étape, mais doit ensuite abandonner lors de la neuvième étape. En deuxième partie de saison, il gagne deux autres étapes sur le Benelux Tour.

#### 2022: second titre de champion de Belgique et Classic Bruges-La Panne

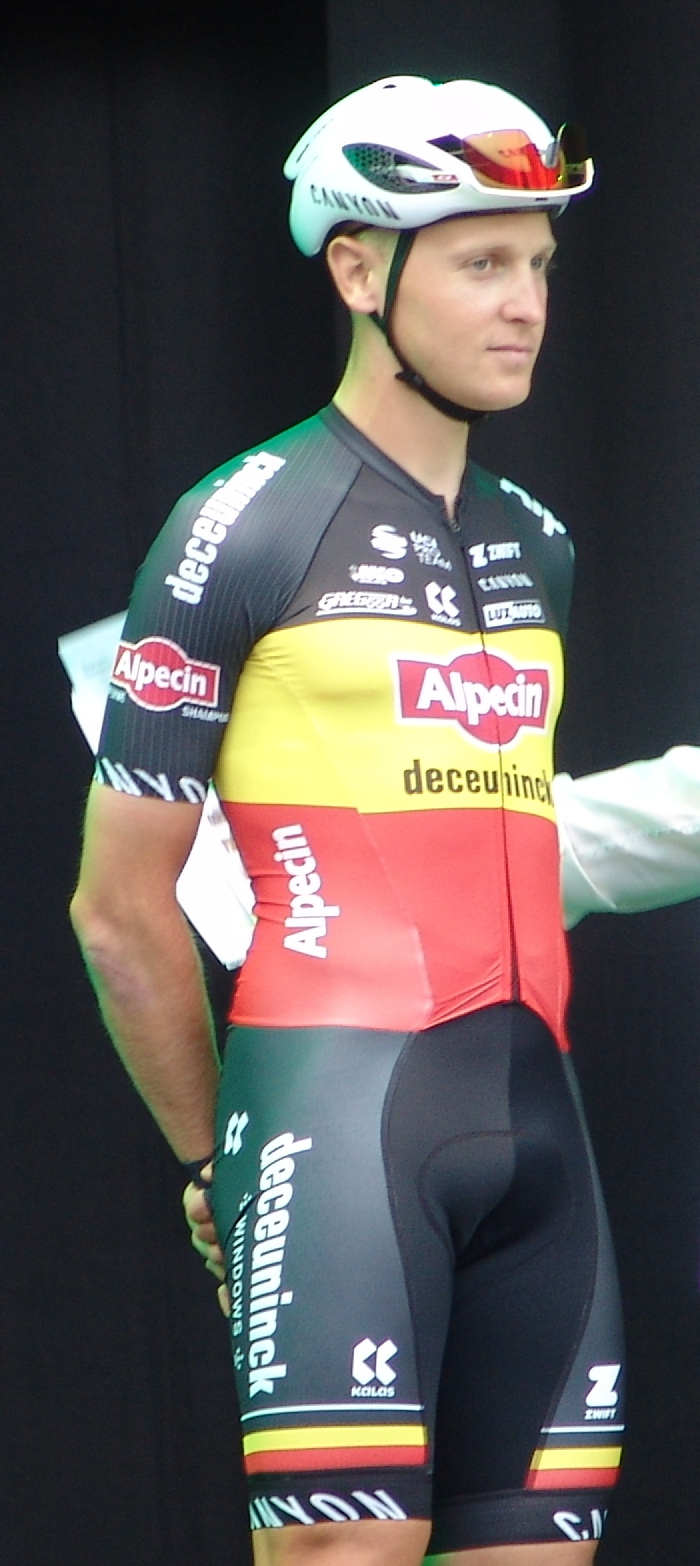
Tim Merlier en maillot belge au critérium à Herentals (2022)

Le 8 mars 2022, il remporte la deuxième étape de Tirreno-Adriatico. Le 26 mars, il gagne sa première course d'un jour de l'UCI World Tour à la Classic Bruges-La Panne en devançant Dylan Groenewegen et Nacer Bouhanni. La côte belge lui réussit bien car, le 26 juin à Middelkerke, il est sacré champion de Belgique pour la seconde fois en s’imposant devant Jordi Meeus après recours à la photo-finish.

### Soudal Quick-Step (depuis 2023)

#### 2023: onze victoires
En août 2022, il s'engage avec Soudal-Quick-Step pour trois ans. Sous ses nouvelles couleurs, il commence la saison 2023 sur route au Moyen-Orient par deux victoires d'étape : la première étape du Tour d'Oman et la première étape du Tour des Émirats arabes unis où il devance Caleb Ewan de quelques millimètres après recours à la photo-finish. Il remporte la première étape de Paris-Nice à La Verrière devant Sam Bennett et Mads Pedersen. Le 15 mars, il lance le sprint de loin et s'impose facilement sur les pavés de la Nokere Koerse. Le 21 mai, il gagne la dernière étape des Quatre Jours de Dunkerque. Il s'adjuge aussi deux étapes au Tour de Pologne (course du World Tour) ainsi qu'au Tour de Slovaquie et remporte le 10 septembre le Grand Prix de Fourmies devant Gerben Thijssen. Au total, il décroche onze succès lors de cette saison, où il prend le dessus sur son coéquipier sprinteur Fabio Jakobsen qui finit par quitter la formation.

#### 2024: seize victoires dont trois étapes au Tour d'Italie et champion d'Europe sur route
En 2024, il remporte rapidement son premier succès, dominant facilement le sprint de la 3e étape de l'AlUla Tour puis confirme dès le lendemain par un nouveau succès. Le 19 février, il remporte la première étape du Tour des Émirats arabes unis au sprint massif, lui qui était pourtant assez loin à 500 mètres de la ligne et s'empare du maillot de leader du classement général qu'il cède le lendemain. Les 22 et 24 février, Tim Merlier récidive et s’impose au sprint au terme des 4e et 6e étapes du Tour des Émirats arabes unis. Le 5 mars, il termine deuxième de la 2e étape de Tirreno-Adriatico, battu par Jasper Philipsen. Huit jours plus tard, il remporte pour la troisième année de suite, la Nokere Koerse en lâchant ses adversaires aux 300 mètres, dans la bosse pavée menant à l'arrivée. Le 3 avril, il gagne le Grand Prix de l'Escaut en devançant Jasper Philipsen au sprint. Le 6 mai, il remporte la 3e étape du Tour d'Italie à Fossano, battant Jonathan Milan d'une demi roue. Il récidive les 23 et 26 mai en devançant de nouveau Milan lors des 18e étape à Padoue et 21e étape à Rome, portant à six le nombre de ses victoires en UCI World Tour 2024. En juin, il gagne deux étapes du Tour de Belgique à Knokke-Heist et à Bruxelles. Le 15 septembre, il devient champion d'Europe sur route à Hasselt, battant au sprint Olav Kooij. Il devient le premier Belge à porter ce maillot distinctif pour la course sur route. En fin de saison 2024, il compte seize victoires dont sept acquises sur des courses de l'UCI World Tour 2024.

#### 2025
Il entame la saison 2025 en gagnant les 1re et 3e étapes de l'AlUla Tour. Le 21 février, il remporte la 5e étape du Tour des Émirats arabes unis à Dubaï puis chute, apparemment sans gravité, après la ligne d'arrivée. Le lendemain, il s'impose de nouveau dans les rues d'Abu Dhabi lors d'un sprint royal devant Jasper Philipsen et Jonathan Milan. 
Il gagne la 1re étape de Paris-Nice au Perray-en-Yvelines devant Arnaud Démare et Alberto Dainese et s’empare des premiers maillots jaune et vert de la course. Le lendemain, il récidive à Bellegarde avec plus d'une longueur d'avance sur Émilien Jeannière. Il doit céder son maillot jaune lors de la 3e étape disputée en contre-la-montre par équipe puis laisser le maillot vert à Mads Pedersen pour un point au terme de la 6e étape où il est piégé par une bordure. Il est non partant pour la dernière étape à Nice. Engagé sur Gand-Wevelgem le 30 mars, il remporte un sprint royal pour la deuxième place devant Jonathan Milan et Alexander Kristoff à 49 secondes de Mads Pedersen le vainqueur de la course. Le 9 avril, il remporte sa première course d'un jour et son 7e succès de l'année en gagnant pour la seconde fois consécutive le Grand Prix de l'Escaut, devançant Jasper Philipsen et Matteo Moschetti. Après presque deux mois sans courses prévus dans son planning, il reprend la compétition de la meilleure façon en gagnant pour la seconde fois la Brussels Cycling Classic. Comme l'année précédente, il remporte deux étapes du Tour de Belgique, la première étape à Knokke et la dernière à Bruxelles.
Pour la première fois depuis 2021, il participe au Tour de France. Durant la première semaine, il réussit à prendre part à deux sprints qu'il remporte, les deux fois devant Jonathan Milan, lors de la 3e étape à Dunkerque et de la 9e étape à Châteauroux.

## Palmarès sur route

### Par années
| - 2014 - 5e étape du Tour du Brabant flamand - 2015 - Grand Prix Etienne De Wilde - Coupe Egide Schoeters - 4e et 5e étapes du Tour du Brabant flamand - 2e du Tour du Brabant flamand - 3e de la Coupe Sels - 2016 - Grand Prix de la ville de Zottegem - 2017 - 3e de la Coupe Sels - 2018 - 3e et 5e étapes du Tour du Danemark - Ruddervoorde Koerse - 3e du Tour du Limbourg - 2019 - Champion de Belgique sur route - Tour des onze villes - 1re (contre-la-montre par équipes), 2e et 5e étapes du Tour Alsace - 5e étape du Tour du Danemark - 2e de l'Antwerp Port Epic - 2e de la Ruddervoorde Koerse - 3e du Tour de Münster - 2020 - 4e étape du Tour d'Antalya - Brussels Cycling Classic - 6e étape de Tirreno-Adriatico - 3e des Trois Jours de Bruges-La Panne - 2021 - Vainqueur de la Coupe de Belgique - Le Samyn - Grand Prix Jean-Pierre Monseré - Bredene Koksijde Classic - 2e étape du Tour d'Italie - Tour du Limbourg - Tour des onze villes - 3e étape du Tour de France - 1re et 4e étapes du Benelux Tour - 2e de la Marcel Kint Classic - 2e du Grand Prix d'Isbergues - 3e d'À travers les Flandres - 3e de l'Antwerp Port Epic-Sels Trophy - 2022 - Champion de Belgique sur route - 2e étape de Tirreno-Adriatico - Nokere Koerse - Classic Bruges-La Panne - Mémorial Rik Van Steenbergen - Médaillé de bronze du championnat d'Europe sur route - 3e de la Bredene Koksijde Classic - 3e du Tour des onze villes - 6e de Gand-Wevelgem | - 2023 - 1re étape du Tour d'Oman - 1re, 2e (contre-la-montre par équipes) et 6e étapes du Tour des Émirats arabes unis - 1re étape de Paris-Nice - Nokere Koerse - 6e étape des Quatre Jours de Dunkerque - 1re et 7e étapes du Tour de Pologne - Grand Prix de Fourmies - 2e et 4e étapes du Tour de Slovaquie - 2e de la Van Merksteijn Fences Classic - 2e de la Gullegem Koerse - 2024 - Championnat d'Europe sur route - 3e et 4e étapes de l'AlUla Tour - 1re, 4e et 6e étapes du Tour des Émirats arabes unis - Nokere Koerse - Grand Prix de l'Escaut - 3e, 18e et 21e étapes du Tour d'Italie - 2e et 5e étapes du Tour de Belgique - 5e étape du Tour de Pologne - Championnat des Flandres - Gooikse Pijl - 2e de la Classic Bruges-La Panne - 8e de Gand-Wevelgem - 2025 - 1re et 3e étapes de l'AlUla Tour - 5e et 6e étapes du Tour des Émirats arabes unis - 1re et 2e étapes de Paris-Nice - Grand Prix de l'Escaut - Brussels Cycling Classic - 1re et 5e étapes du Tour de Belgique - 3e et 9e étapes du Tour de France - 1re étape du Renewi Tour - 2e de Gand-Wevelgem - 3e de l'Antwerp Port Epic |

Podiums
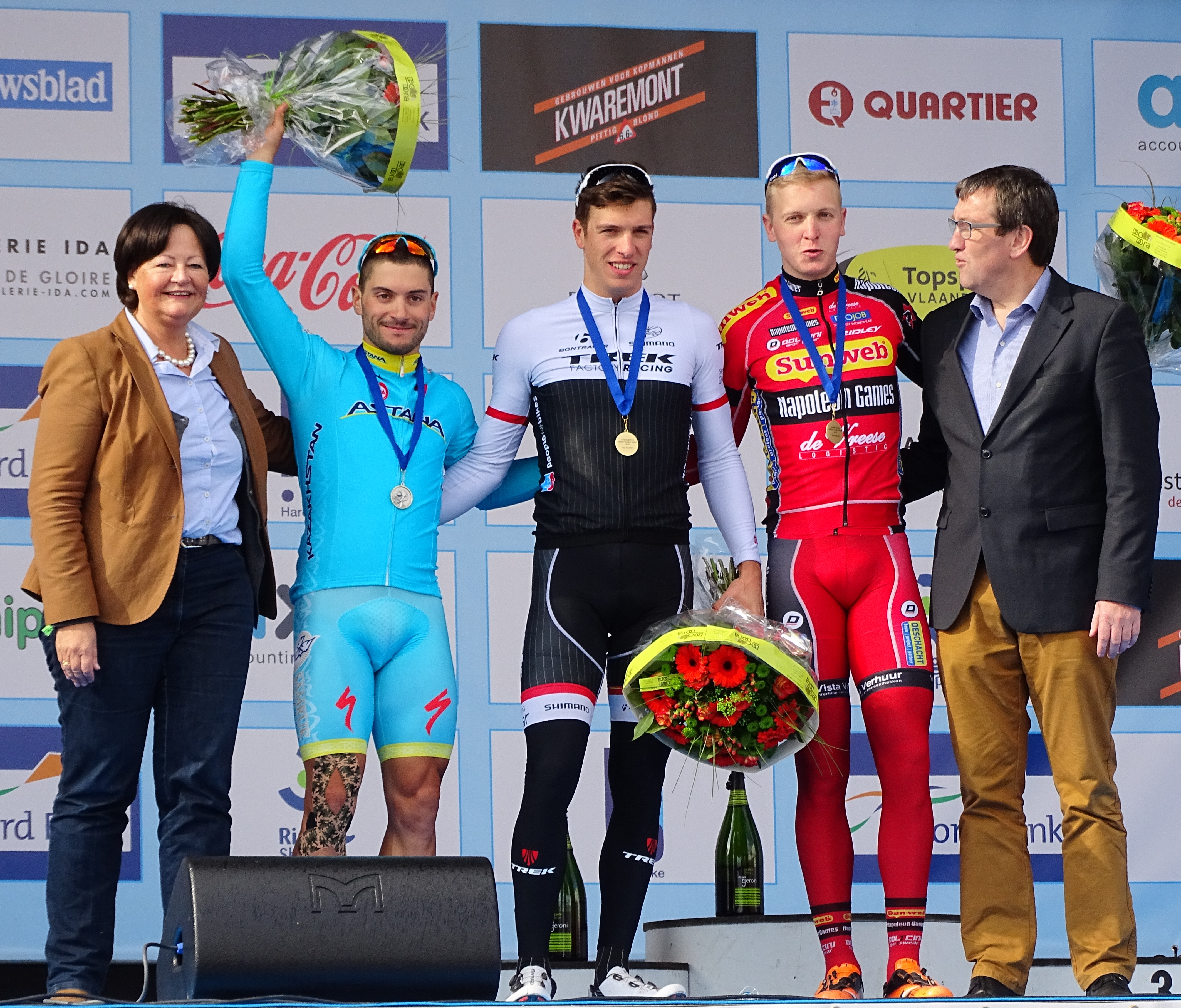
Podium de E3 Sprint Challenge, course d'attente du Grand Prix E3 2015 : Andrea Guardini (2e), Danny van Poppel (1er) et Tim Merlier (3e).
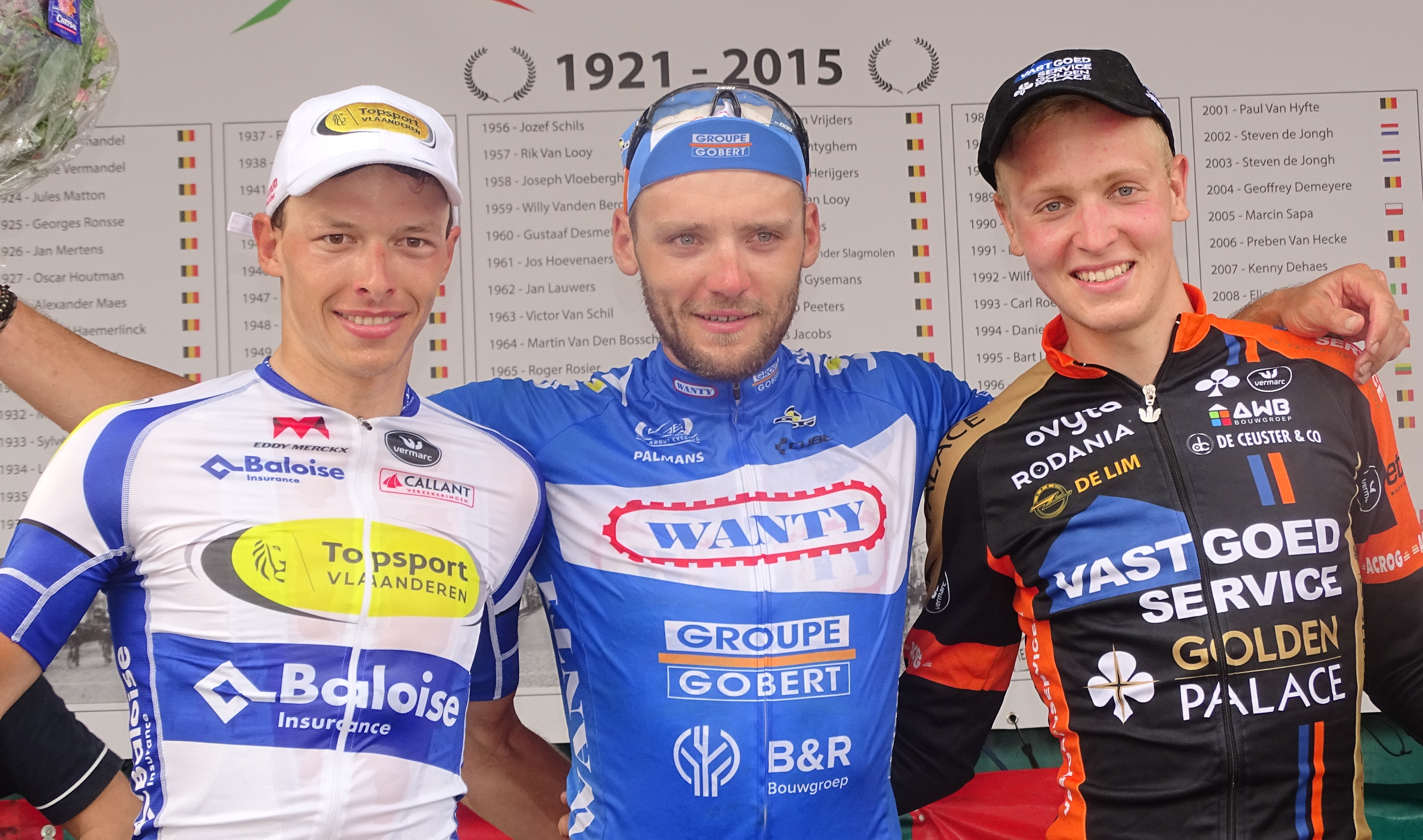
Podium de l'édition 2015 de la Coupe Sels : Oliver Naesen (2e), Robin Stenuit (1er) et Tim Merlier (3e).

### Résultats sur les grands tours

#### Tour de France
2 participations
- 2021 : abandon (9e étape), vainqueur de la 3e étape
- 2025 : 148e, vainqueur des 3e et 9e étapes

#### Tour d'Italie
2 participations
- 2021 : non-partant (11e étape), vainqueur de la 2e étape
- 2024 : 138e, vainqueur des 3e, 18e et 21e étapes

#### Tour d'Espagne
1 participation
- 2022 : 132e

### Classements mondiaux
| Année                                 | 2014 | 2015 | 2016 | 2017 | 2018 | 2019 | 2020 | 2021 | 2022 | 2023 | 2024 |
| ------------------------------------- | ---- | ---- | ---- | ---- | ---- | ---- | ---- | ---- | ---- | ---- | ---- |
| Classement mondial                    |      |      | 356e | 537e | 456e | 111e | 50e  | 19e  | 27e  | 73e  | 16e  |
| UCI Europe Tour                       | 968e | 315e | 176e | 314e | 259e | 91e  | 40e  | 16e  | 21e  | 60e  | 14e  |
|                                       |      |      |      |      |      |      |      |      |      |      |      |
| Légende : nc = non classéSource : UCI |      |      |      |      |      |      |      |      |      |      |      |

## Palmarès en cyclo-cross
| - 2009-2010 - Champion de Belgique de cyclo-cross juniors - Superprestige juniors #8, Vorselaar - 2011-2012 - 10e du championnat d'Europe de cyclo-cross espoirs - 2012-2013 - Trophée Banque Bpost espoirs #7, Lille (Krawatencross) - 8e du championnat d'Europe de cyclo-cross espoirs - 2013-2014 - 7e du championnat d'Europe de cyclo-cross espoirs - 2014-2015 - Radcross Illnau, Illnau-Effretikon - Cyclocross Cup Rhein-Neckar, Mannheim | - 2015-2016 - 10e du championnat d'Europe de cyclo-cross - 2016-2017 - 7e de la Coupe du monde - 2017-2018 - 7e du championnat du monde de cyclo-cross - 8e de la Coupe du monde - 2019-2020 - 8e du championnat du monde de cyclo-cross - 10e du championnat d'Europe de cyclo-cross - 2022-2023 - Exact Cross - Kasteelcross, Zonnebeke |  |

## Palmarès en VTT
- 2023
  -  Champion de Belgique de beachrace

## Palmarès en gravel
- 2023
  -  Médaillé d'argent du championnat d'Europe de gravel

## Vie privée
Le coureur belge est en couple avec Cameron Vandenbroucke, fille de feu Franck Vandenbroucke. Le couple a donné naissance à un garçon prénommé Jules le 1er février 2023.